# Jessica Szohr
Jessica Szohr (Milwaukee (Wisconsin), 31 maart 1985) is een Amerikaans actrice en model. Ze is van Afro-Amerikaanse en Hongaarse afkomst.
Na kleine rollen gespeeld te hebben in televisieseries zoals What I Like About You, Drake & Josh, Joan of Arcadia en That's So Raven, kreeg Jessica een terugkerende rol als Laura in de serie What About Brian. Daarna speelde Szohr ook drie afleveringen in CSI: Miami als Samantha Barrish. Ook speelde ze in de videoclip 'Over you' van Daughtry. Vanaf seizoen 2 aflevering 5 speelt ze Lt. Talla Keyali in The Orville. Szohr raakte pas bekend bij het grote publiek nadat ze de rol van Vanessa Abrams kreeg in het televisiedrama Gossip Girl.

## Filmografie
- Uncle Nino (2003)
- Piranha 3D (2010)
- Love, Wedding, Marriage (2011)
- I Don't Know How She Does It (2011)
- Tower Heist (2011)
- Hirokin (2012)
- Art Machine (2012)
- Love Bite (2012)
- Brightest Star (2013)
- Lucky in Love (2014); tv-film
- Two Night Stand (2014)
- Club Life (2015)
- Ted 2 (2015)
- Kingdom (2015); tv-serie
- Shameless (2017-2018); tv-serie
- The Orville (2019); tv-serie
- Gossip Girl (2007-2010); tv-serie

- Bibliothèque nationale de France: cb16686013g (data)
- International Standard Name Identifier: 0000 0000 7138 0478
- Library of Congress Control Number: no2009149673
- Nederlandse Thesaurus van Auteursnamen: 392498707
- Virtual International Authority File: 100811169
- WorldCat: E39PBJfxdwJybFCKHTHCxyTGpP